# Eyserbeekdal

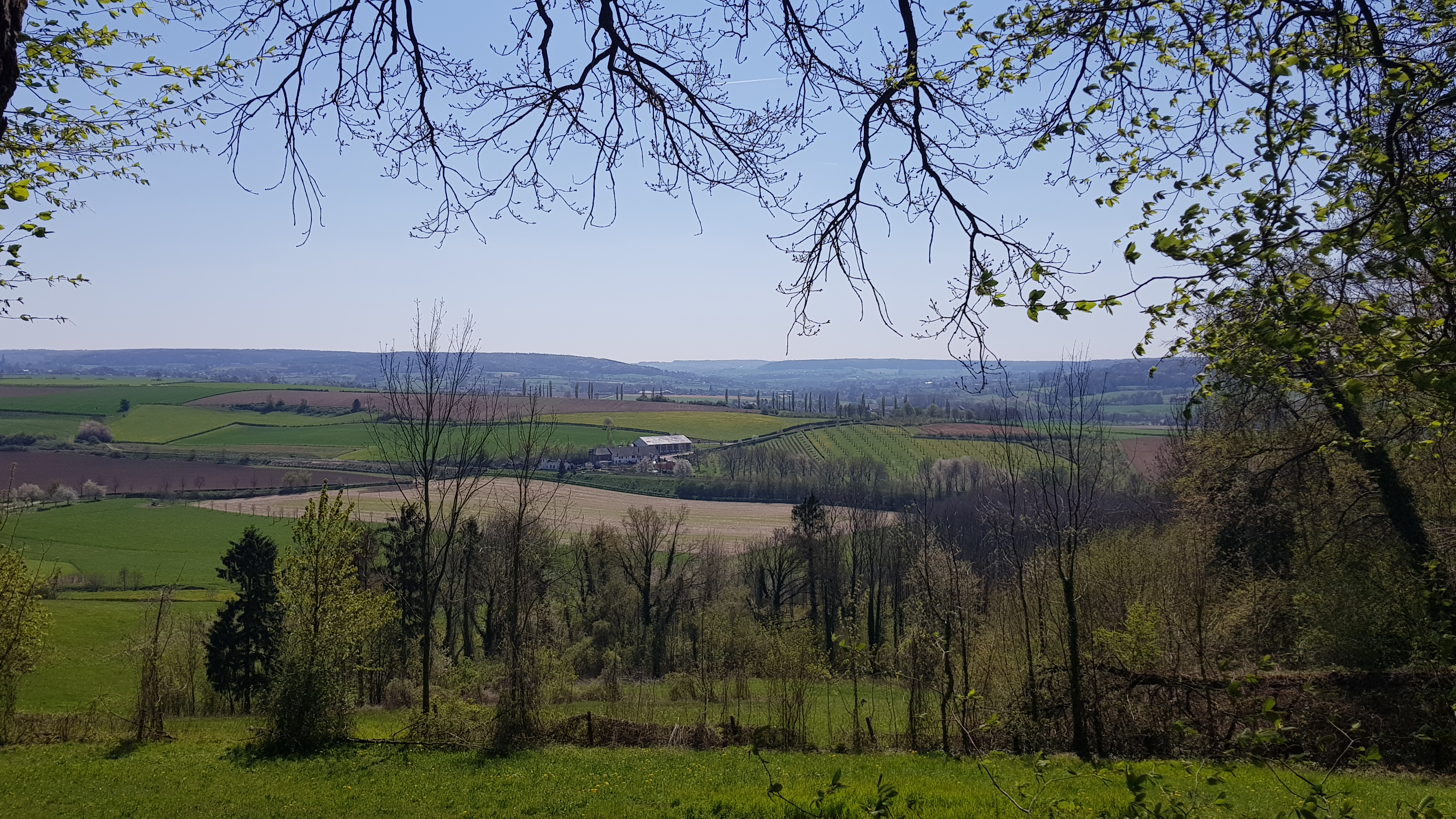
Het Eyserbeekdal ter hoogte van Eyserhalte

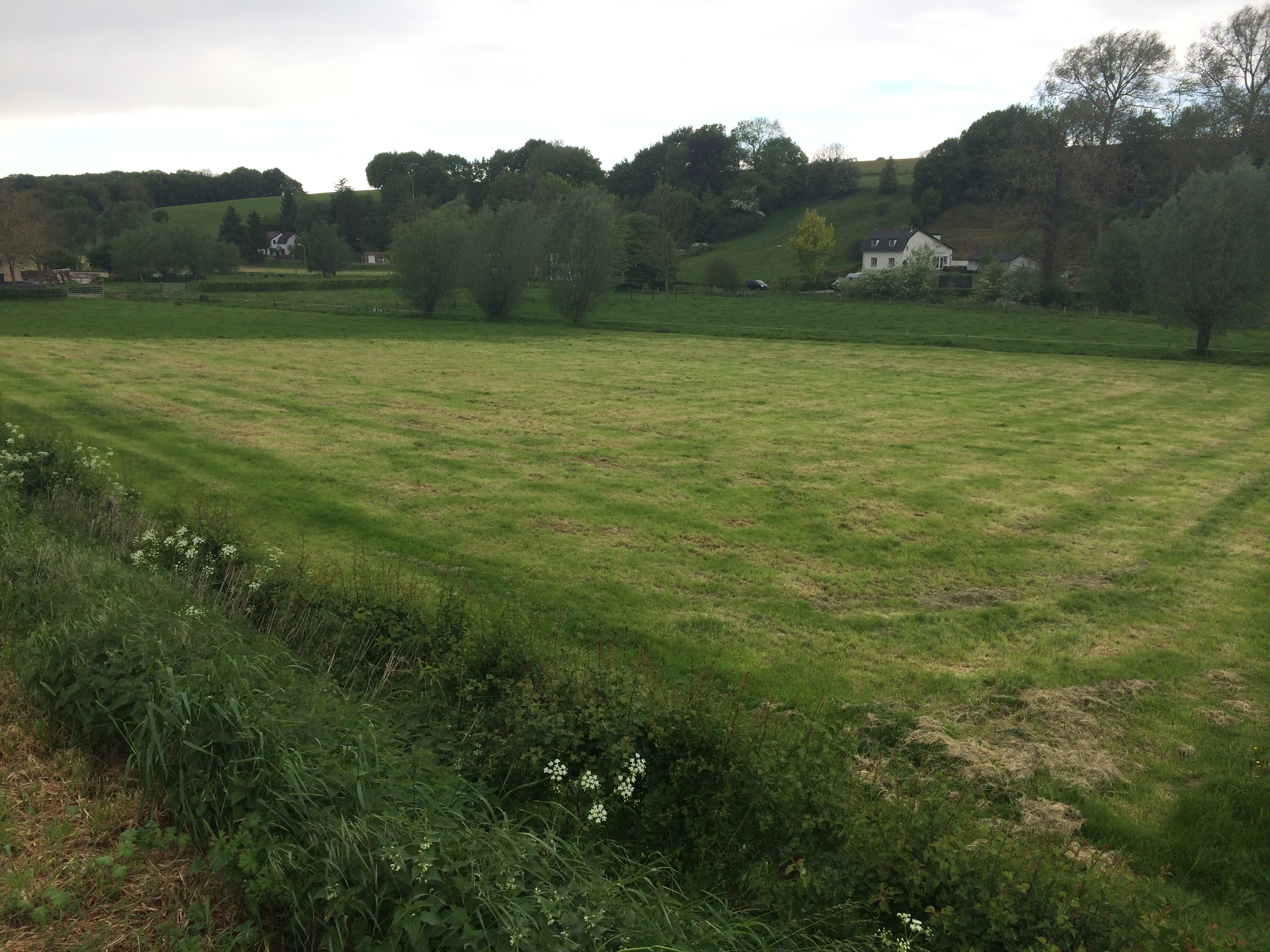
Het Eyserbeekdal ter hoogte van Bulkemsbroek

Het Eyserbeekdal is een dal in het Heuvelland van Zuid-Limburg in de Nederlandse gemeentes Simpelveld en Gulpen-Wittem. Het dal vormt het stroomgebied van de Eyserbeek en haar zijriviertjes. 
Over vrijwel de gehele lengte van het dal loopt de spoorlijn Aken - Maastricht over de hellingen van het dal. Hoog op de helling van het dal staat de Zendmast Eys.

## Geografie
Het dal heeft een lengte van ruim acht kilometer en strekt zich uit van het hoger gelegen Bocholtz in het zuidoosten naar het lager gelegen Cartils in het westen. In het westen mondt het dal uit in het Geuldal. In het noorden wordt het dal begrensd door het Plateau van Ubachsberg, waarvan de Boerenberg en Eyserberg onderdeel zijn en waarop onder andere het droogdal Grachterdalgrub insnijdt. In het oosten en zuiden wordt het Eyserbeekdal begrensd door het Plateau van Bocholtz waar de Kruisberg onderdeel van is. Ter hoogte van Simpelveld maakt het dal een bijna haakse bocht vanuit het zuidoosten naar het zuidwesten.
Op de hellingen van het dal liggen enkele bossen, waaronder het Eyserbos (hoog op de helling), het Froweinbos en het Hellingbos op de noordelijke helling.
De voornaamste beek in het dal is de Eyserbeek. Deze beek wordt in Simpelveld gevoed door de Sourethbeek.

## Plaatsen in het dal
In het dal liggen van oost naar west de plaatsen:
- Bocholtz
- Zandberg
- Prickart
- Broek
- Waalbroek
- Simpelveld
- In de Gaas
- Bulkemsbroek
- Overeys
- Eys
- Eyserhalte
- De Piepert
- Cartils